# Yōhei Nishibe
Yōhei Nishibe (japanisch 西部 洋平 Nishibe Yōhei; * 1. Dezember 1980 in der Präfektur Hyōgo) ist ein japanischer Fußballspieler.

## Karriere
Nishibe erlernte das Fußballspielen in der Schulmannschaft der Teikyo Daisan High School. Seinen ersten Vertrag unterschrieb er 1999 bei den Urawa Reds. Der Verein spielte in der höchsten Liga des Landes, der J1 League. Am Ende der Saison 1999 stieg der Verein in die J2 League ab. 2000 wurde er mit dem Verein Vizemeister der J2 League und stieg wieder in die J1 League auf. Für den Verein absolvierte er 33 Spiele. Im Juni 2003 wechselte er zum Ligakonkurrenten Kashima Antlers. 2004 wechselte er zum Ligakonkurrenten Shimizu S-Pulse. Für den Verein absolvierte er 190 Erstligaspiele. 2011 wechselte er zum Zweitligisten Shonan Bellmare. Für den Verein absolvierte er 38 Spiele. 2012 wechselte er zum Erstligisten Kawasaki Frontale. Für den Verein absolvierte er 82 Erstligaspiele. 2016 wechselte er zum Zweitligisten Shimizu S-Pulse. 2016 wurde er mit dem Verein Vizemeister der zweiten Liga und stieg in die erste Liga  auf. Im Januar 2021 unterschrieb er einen Vertrag beim Drittligisten Kataller Toyama.

## Erfolge
Urawa Reds
- J.League Cup

Sieger: 2003
Finalist: 2002
Kashima Antlers
- J.League Cup

Finalist: 2003
Shimizu S-Pulse
- J.League Cup

Finalist: 2008
- Kaiserpokal

Finalist: 2005, 2010